# Johan Djourou
Johan Djourou, né le 18 janvier 1987 à Abidjan (Côte d'Ivoire), est un footballeur international suisse ayant mis un terme à sa carrière professionnelle le 4 juin 2021.

## Biographie

### Carrière en club

#### Formation et débuts
Johan Djourou est né à Abidjan en Côte d'Ivoire avant d'être adopté par la femme suisse de son père. À 13 ans, il intègre le centre de préformation de l'Association suisse de football à Payerne. En 2002 il joue avec son club formateur, l'Étoile Carouge FC, en troisième division suisse où il occupe le poste de milieu de terrain. En 2003, il rejoint le centre de formation d'Arsenal.

#### Le grand saut à Arsenal
Il joue son premier match en 2004 avec l'équipe professionnelle en League Cup lors de la victoire 3-1 contre Everton. En janvier 2006, il prend part à son premier match de Premier League contre Middlesbrough en défense centrale au côté de son compatriote Philippe Senderos. Après la Coupe du monde 2006, à laquelle il participe avec la Suisse, Djourou signe un nouveau contrat de six ans avec le club londonien.

#### Le prêt à Birmingham
En manque de temps de jeu, il signe un contrat de prêt de cinq mois avec Birmingham City le 10 août 2007. Il y fait ses débuts deux jours plus tard lors de la victoire de son nouveau club contre Chelsea.

#### Retour chez les Gunners
Alors que l'entraîneur de Birmingham émet le souhait de le conserver, Djourou retourne à Arsenal en décembre 2007. Wenger compte sur lui pour pallier les départs de Kolo Touré et Alexandre Song à la Coupe d'Afrique des nations.
En tout début de saison 2009-2010, Djourou est victime d'une grave blessure au genou qui nécessite une opération du cartilage. Son absence est au départ annoncée pour six mois, mais le joueur suisse est indisponible durant l'intégralité de la saison.
Johan Djourou marque son premier but avec Arsenal le 5 février 2011 lors de la rencontre opposant les Gunners à Newcastle (4-4), au cours de laquelle il reprend victorieusement de la tête un coup franc tiré par Andreï Archavine.
Le 12 mars de la même année, il se blesse lors du quart de finale de Coupe d'Angleterre face aux Red Devils de Manchester United (défaite 2-0). Le verdict des examens passés après la rencontre est sans appel, Johan Djourou s'est déboité une épaule et selon Arsène Wenger, il ne peut plus jouer de la saison. Le joueur suisse fait son retour sur les terrains en avril, sa blessure ne nécessitant finalement pas de chirurgie réparatrice.
Le 9 février 2012, Djourou prolonge son contrat de deux ans avec les Gunners, ce qui le lie désormais au club londonien jusqu'en 2015.

#### L'aventure allemande avec Hanovre et Hambourg SV
Le 3 janvier 2013, il est prêté pour six mois sans option d'achat au club allemand de Hanovre 96 où il prend part à 16 rencontres toutes compétitions confondues. À la fin de la saison 2012-13, Johan Djourou retourne à Arsenal.
Le 1er juillet 2013, il est prêté pour une saison au Hambourg SV. Grâce à une bonne saison avec le club et 26 matchs disputé avec le HSV, Djourou signe définitivement en faveur du club allemand le 2 avril 2014 avec contrat le liant avec le club jusqu'en 2016. Avec Hambourg, Johan Djourou s'impose comme un titulaire indiscutable aux côtés de Heiko Westermann dans le dispositif de Bruno Labbadia. La saison 2015-16 marque pour Djourou de nouvelles responsabilités avec le capitanat confié par Labbadia et il inscrira son premier but avec le club hambourgeois le 22 août 2015. Lors du dernier exercice de Bundesliga, le défenseur central de 30 ans n'a été titularisé qu'à douze reprises.

#### Brèves périodes en Turquie et en Italie
Libre et annoncé un peu partout, Johan cède finalement aux sirènes du championnat turc. L'international suisse s'engage pour deux ans avec Antalyaspor. Dans le sud-ouest de la Turquie, il retrouve Samuel Eto'o, Jérémy Ménez et Samir Nasri. Djourou résilie son contrat avec Antalyaspor le 28 juin 2018 pour trois mois de salaires impayés.
Libre de s'engager où il le souhaite, le joueur signe pour le club italien de la SPAL 2013 lors de l'été 2018. Le contrat du joueur est cependant résilié d'un "commun accord" dès le jeudi 17 janvier 2019.

#### Retour en Suisse au FC Sion et au Neuchâtel Xamax FC
Après une année passée hors des terrains afin de soigner son genou, il s’engage avec le FC Sion en janvier 2020. Il est licencié le 19 mars 2020 pour avoir refusé d'être mis au chômage technique, à la suite de la pandémie de coronavirus. Le joueur porte plainte mais parvient plus tard à se mettre d'accord avec le président du club suisse.
Le 29 mai 2020, il signe un contrat de courte durée avec le Neuchâtel Xamax.

#### Découverte du Championnat danois au FC Nordsjaelland
En 2020, après avoir bien réfléchi, il décide de signer un contrat de deux ans au FC Nordsjaelland qui évolue en Superligaen.
Le 5 juin 2021, il annonce qu'il a décidé de mettre un terme à sa carrière de joueur après seulement une saison dans son nouveau club.

### Carrière en sélection
Johan Djourou honore sa première sélection internationale le 1er mars 2006 contre l'Écosse. Même s'il ne participe pas aux matchs qualificatifs, il est sélectionné dans la liste des 23 joueurs suisses participant à la Coupe du monde 2006. Troisième défenseur derrière Philippe Senderos et Patrick Müller, il entame la compétition contre l'Ukraine en huitièmes de finale. Johan Djourou est par la suite retenu par Köbi Kuhn pour participer à l'Euro 2008, mais ne joue aucun match. Deux ans plus tard, il rate le Mondial sud-africain à la suite d'une blessure au genou qui l'a handicapé tout au long de la saison 2009-2010. De retour en sélection à la fin de l'année 2010, Ottmar Hitzfeld décide de faire de Djourou son titulaire en défense centrale mais malgré une non qualification pour l'Euro 2012, Hitzfeld conserve son poste et Johan Djourou prend une grande part à la qualification de la Nati pour la Coupe du monde 2014. Djourou joue tous les matchs de cette compétition au Brésil ou les Helvètes se hissent jusqu'en 8e de finale. Sous Vladimir Petković, Djourou conserve sa place de titulaire aux côtés de Fabian Schär jusqu'à l'éclosion de Manuel Akanji.

### Reconversion
Il est actuellement consultant pour RMC Sport et également entraîneur de l’équipe des U15 féminines du Lancy FC. Le 2 juin 2022, il commente son premier match de l'équipe de Suisse à la RTS aux côtés de David Lemos lors de la rencontre République tchèque - Suisse à Prague. En septembre 2024, il rejoint le groupe DAZN pour suivre les rencontres du championnat de France.

## Statistiques
| Saison                | Club                      | Championnat           | Championnat | Championnat | Coupe nationale | Coupe nationale | Coupe de la Ligue | Coupe de la Ligue | Compétition(s) continentale(s) | Compétition(s) continentale(s) | Compétition(s) continentale(s) | Suisse | Suisse | Total | Total |
| Saison                | Club                      | Division              | M.          | B.          | M.              | B.              | M.                | B.                | Comp.                          | M.                             | B.                             | M.     | B.     | M.    | B.    |
| 2002-2003             | Étoile Carouge            | 1re ligue             | 10          | 1           | -               | -               | -                 | -                 | -                              | -                              | -                              | -      | -      | 10    | 1     |
| Sous-total            | Sous-total                | Sous-total            | 10          | 1           | -               | -               | -                 | -                 | -                              | -                              | -                              | -      | -      | 10    | 1     |
| 2004-2005             | Arsenal FC                | Premier League        | -           | -           | -               | -               | 3                 | 0                 | -                              | -                              | -                              | -      | -      | 3     | 0     |
| 2005-2006             | Arsenal FC                | Premier League        | 7           | 0           | 2               | 0               | 3                 | 0                 | -                              | -                              | -                              | 5      | 0      | 17    | 0     |
| 2006-2007             | Arsenal FC                | Premier League        | 21          | 0           | 1               | 0               | 3                 | 0                 | -C1                            | 5                              | 0                              | 6      | 0      | 36    | 0     |
| 2007-2008             | Birmingham City FC (prêt) | Premier League        | 13          | 0           | -               | -               | 1                 | 0                 | -                              | -                              | -                              | 5      | 1      | 19    | 1     |
| 2007-2008             | Arsenal FC                | Premier League        | 2           | 0           | -               | -               | 1                 | 0                 | -                              | -                              | -                              | 1      | 0      | 4     | 0     |
| 2008-2009             | Arsenal FC                | Premier League        | 15          | 0           | 4               | 0               | 2                 | 0                 | C1                             | 8                              | 0                              | 7      | 0      | 36    | 0     |
| 2009-2010             | Arsenal FC                | Premier League        | 1           | 0           | -               | -               | -                 | -                 | -                              | -                              | -                              | -      | -      | 1     | 0     |
| 2010-2011             | Arsenal FC                | Premier League        | 22          | 1           | 3               | 0               | 6                 | 0                 | C1                             | 6                              | 0                              | 2      | 0      | 39    | 1     |
| 2011-2012             | Arsenal FC                | Premier League        | 18          | 0           | 1               | 0               | 2                 | 0                 | C1                             | 6                              | 0                              | 6      | 0      | 33    | 0     |
| 2012-2013             | Arsenal FC                | Premier League        | -           | -           | -               | -               | 2                 | 0                 | -                              | -                              | -                              | 6      | 0      | 8     | 0     |
| 2012-2013             | Hanovre 96 (prêt)         | Bundesliga            | 14          | 0           | -               | -               | -                 | -                 | C3                             | 2                              | 0                              | 3      | 0      | 19    | 0     |
| 2013-2014             | Hambourg SV (prêt)        | Bundesliga            | 22+2        | 0           | 2               | 0               | -                 | -                 | -                              | -                              | -                              | 6      | 0      | 32    | 0     |
| Sous-total            | Sous-total                | Sous-total            | 137         | 1           | 13              | 0               | 23                | 0                 | -                              | 27                             | 0                              | 47     | 1      | 247   | 2     |
| 2014-2015             | Hambourg SV               | Bundesliga            | 32+2        | 0           | 2               | 0               | -                 | -                 | -                              | -                              | -                              | 8      | 0      | 44    | 0     |
| 2015-2016             | Hambourg SV               | Bundesliga            | 26          | 2           | -               | -               | -                 | -                 | -                              | -                              | -                              | 9      | 1      | 35    | 3     |
| 2016-2017             | Hambourg SV               | Bundesliga            | 14          | 0           | 2               | 0               | -                 | -                 | -                              | -                              | -                              | 5      | 0      | 21    | 0     |
| Sous-total            | Sous-total                | Sous-total            | 74          | 2           | 4               | 0               | -                 | -                 | -                              | -                              | -                              | 22     | 1      | 100   | 3     |
| 2017-2018             | Antalyaspor               | Süper Lig             | 18          | 1           | -               | -               | -                 | -                 | -                              | -                              | -                              | 6      | 0      | 24    | 1     |
| Sous-total            | Sous-total                | Sous-total            | 18          | 1           | -               | -               | -                 | -                 | -                              | -                              | -                              | 6      | 0      | 24    | 1     |
| 2018-2019             | SPAL 2013                 | Série A               | 5           | 0           | 1               | 0               | -                 | -                 | -                              | -                              | -                              | 1      | 0      | 7     | 0     |
| Sous-total            | Sous-total                | Sous-total            | 5           | 0           | 1               | 0               | -                 | -                 | -                              | -                              | -                              | 1      | 0      | 7     | 0     |
| 2019-2020             | FC Sion                   | Super League          | 2           | 0           | -               | -               | -                 | -                 | -                              | -                              | -                              | -      | -      | 2     | 0     |
| Sous-total            | Sous-total                | Sous-total            | 2           | 0           | -               | -               | -                 | -                 | -                              | -                              | -                              | -      | -      | 2     | 0     |
| 2019-2020             | Neuchâtel Xamax FCS       | Super League          | 5           | 0           | -               | -               | -                 | -                 | -                              | -                              | -                              | -      | -      | 5     | 0     |
| Sous-total            | Sous-total                | Sous-total            | 5           | 0           | -               | -               | -                 | -                 | -                              | -                              | -                              | -      | -      | 5     | 0     |
| Total sur la carrière | Total sur la carrière     | Total sur la carrière | 251         | 5           | 18              | 0               | 23                | 0                 | -                              | 27                             | 0                              | 76     | 2      | 395   | 7     |

## Palmarès

### En club
- Arsenal FC
  - Finaliste de la Coupe de la Ligue anglaise en 2011.